# Protesilau
Segons la mitologia grega, Protesilau (en grec antic: Πρωτεσίλαος) fou un heroi grec d'origen tessali, fill d'Íficle i d'Astíoque. Descendeix de Mínias, rei d'Orcomen, i per ell, de Posidó. El seu germà era Podarces, i havien nascut a Fílace. Algunes tradicions el fan fill d'Àctor i no d'Íficle, del qual seria aleshores cosí.
Es casà amb Laodamia, filla d'Acast, a la qual hagué d'abandonar molt aviat, ja que Protesilau estava inclòs en la llista de pretendents d'Helena i va participar en la guerra de Troia amb un contingent de quaranta naus, segons el Catàleg de les naus de la Ilíada. L'oracle havia anunciat que el primer grec que desembarqués a la Tròada moriria aquell mateix dia. Protesilau acceptà el sacrifici i en el primer combat que hi hagué fou mort per Hèctor. Quan va morir, Podarces va assumir el comandament dels tessalis.
També es deia que Protesilau va tenir un paper important en la primera expedició a Troia, la que va donar lloc al desembarcament de Mísia. Va ser el que va arrencar l'escut a Tèlef, i així Aquil·les el va poder ferir.